# André Dussollier
André Dussollier   (Annecy, 17 de febrer de 1946) és un actor francès. Entre 1993 i 2002, va rebre tres Premis César, dos per al millor actor secundari per Un cor a l'hivern i La Chambre des officiers, i al millor actor protagonista per Coneixem la cançó. En 2015, després de quatre nominacions rep el premi Molière al Millor Actor.

## Biografia
Dussollier va passar la seva infància entre Cruseilles (una ciutat situada entre Annecy i Ginebra) i Étrigny, un petit poble a la Borgonya, on va seguir als seus pares, aleshores recaptadors d'impostos: François (1915-2010) i Marie-Louise (?? ? -2001). Sent molt ràpidament el sabor de la comèdia; de fet, als 10 anys, va pujar a l'escenari per primera vegada en una actuació escolar de L'Enfant et la Rivière.
Però després del batxillerat, el seu pare el va empènyer a seguir estudis universitaris, de manera que va començar a estudiar literatura moderna i lingüística a Grenoble on va obtenir dues llicències i un màster. Tot i això, la seva passió per la comèdia no l'ha abandonat, decideix marxar cap a París per convertir-se en actor.
Arriba als 23 anys a París, on segueix les classes de teatre de Jean Périmony, per a preparar l'entrada al Conservatori. És admès i assoleix un primer premi (promoció 1972) Això li obra les portes de la Comédie-Française estan obertes de bat a bat, on fou pensionari des del 1972. Aquest mateix any va obtenir el primer premi de comèdia amb Francis Perrin. François Truffaut va veure la seva interpretació en teatre de Léonce et Léna de Büchner, al costat de Jacques Spiesser, i li va oferir el seu primer gran paper al cinema a Une belle fille comme moi. Des de llavors, André Dussollier ha alternat pel·lícules populars i d'autor, sobretot amb Alain Resnais.
Un gran amant de la ràdio, no només l'escolta. Al taller de creació Grand Ouest de Radio France, el 1991 va interpretar el paper de Prisca al drama d'André Targe Lettres d'Aymonville, al costat de Cécile Backès i de Paul Le Person.
Va guanyar el César al millor actor el 1998 pel seu paper a On connaît la chanson, d'Alain Resnais, el César al millor actor en un paper de suport el 1993 per Un cor a l'hivern, de Claude Sautet, així com el 2002 per la seva interpretació del cirurgià militar a La Chambre des officiers, de François Dupeyron. Va rebre el 7 d'or al millor actor el 1985 per Music Hall, de Marcel Bluwal.
També ha posat la veu en off a la pel·lícula de Jean-Pierre Jeunet Le Fabuleux Destin d'Amélie Poulain en 2000, i ha posat la veu a la lectura en texts d'A la recerca del temps perdut, de Marcel Proust, per les éditions Thélème. Participa a una antologia de pel·lícules de Georges Méliès apareguda el 2008 en DVD llegint els comentaris de l'autor sobre les pel·lícules. Presta la seva veu per promocionar el vi de la casa de xampany de Passy-Grigny, en un vídeo de presentació de la vila. També ha posat la veu en francès del narrador dels documentals de la BBC Caminant entre dinosaures i Walking With Monsters.

## Filmografia

### Anys 1970
- 1971: Les Enquêtes du commissaire Maigret de Marcel Cravenne, épisode : Maigret aux assises
- 1972: Les Chemins de pierre, de Joseph Drimal (sèrie de televisió)
- 1972: Une belle fille comme moi, de François Truffaut: Stanislas Prévine
- 1972: Les Boussardel, de René Lucot (telenovel·la) : Louis Boussardel
- 1973: Les Fourberies de Scapin, de Jean-Paul Carrère (telefilm)
- 1974: Toute une vie, de Claude Lelouch: Simon
- 1974: La Gifle, de Claude Pinoteau: jugador de futbol
- 1974: Madame Bovary, de Pierre Cardinal (telefilm)
- 1975: Un divorce heureux, de Henning Carlsen
- 1976: Il pleut sur Santiago, de Helvio Soto
- 1976: Histoire de rire, de Yves-André Hubert (telefilm)
- 1976: Marie-poupée, de Joël Séria: Claude
- 1977: Alice ou la Dernière Fugue, de Claude Chabrol
- 1977: Le Couple témoin, de William Klein: Jean-Michel
- 1977: Ben et Bénédict, de Paula Delsol: Bernard
- 1977: Rossel et la Commune de Paris, de Serge Moati (telefilm) : Rossel
- 1978: Un ours pas comme les autres, de Nina Companeez (telenovel·la)
- 1978: Perceval le Gallois, d'Éric Rohmer: Gauvain
- 1979: La Muse et la Madone, de Nina Companeez (telefilm)
- 1979: Orient-Express, de Daniele D'Anza (telenovel·la) (segment Jenny)

### Anys 1980
- 1980: Pollufission 2000, de Jean-Pierre Prévost (telefilm)
- 1980: Le Barbier de Séville, de Jean Pignol (telefilm)
- 1980: La Fraîcheur de l'aube, de Raymond Rouleau (telefilm)
- 1980: Extérieur, nuit, de Jacques Bral: Bony
- 1981: Ideiglenes paradicsom, d'András Kovács
- 1981: Les Filles de Grenoble, de Joël Le Moigné: el jutge Le Perec
- 1981: Au théâtre ce soir : Monsieur Masure, de Claude Magnier, posada en escena René Clermont, direcció Pierre Sabbagh, Théâtre Marigny
- 1982: La Triple muerte del tercer personaje de Helvio Soto
- 1982: L'Épreuve, de Claude Santelli (telefilm)
- 1982: Qu'est-ce qui fait courir David ?, d'Élie Chouraqui: Guy
- 1982: Le Beau Mariage, d'Éric Rohmer: Edmond
- 1983: Elle voulait faire du cinéma, de Caroline Huppert (telefilm)
- 1983: La vie est un roman, d'Alain Resnais: Raoul Vandamme
- 1983: Liberty belle, de Pascal Kané: Vidal
- 1984: Première classe, de Mehdi El Glaoui (curtmetratge)
- 1984: Les Enfants, de Marguerite Duras, Jean Mascolo i Jean-Marc Turine
- 1984: L'Aide-mémoire, de Pierre Boutron (telefilm)
- 1984: Grens, De de Leon de Winter
- 1984: L'Amour à mort, d'Alain Resnais: Jérome Martignac
- 1984: Stress, de Jean-Louis Bertuccelli: Michel
- 1984: L'Amour par terre, de Jacques Rivette: Paul
- 1984: Just the Way You Are, d'Édouard Molinaro
- 1985: Music Hall, de Marcel Bluwal (telefilm)
- 1985: Trois hommes et un couffin, de Coline Serreau: Jacques
- 1986: Triple sec, de Yves Thomas (court-métrage)
- 1986: Yiddish Connection, de Paul Boujenah: le séminariste
- 1986: Mélo, d'Alain Resnais: Marcel Blanc
- 1987: De sable et de sang, de Jeanne Labrune: Emilio
- 1988: Fréquence meurtre, d'Élisabeth Rappeneau: Commissari Franck Quester
- 1988: L'Enfance de l'art, de Francis Girod: Luc Ferraud
- 1988: Mon ami le traître, de José Giovanni
- 1988: Palace, de Jean-Michel Ribes (sèrie de televisió) : un client

### Anys 1990
- 1990: Pour un oui ou pour un non, de Jacques Doillon (telefilm)
- 1990: Le Chemin solitaire, de Luc Bondy (telefilm)
- 1990: La Femme fardée, de José Pinheiro: Julien Peyrat
- 1991: Le Piège, de Serge Moati (telefilm)
- 1991: Sushi Sushi, de Laurent Perrin: Maurice Hartmann
- 1992: Border Line, de Danièle Dubroux
- 1992: Beli korol, krasnaia korolieva de Serguei Bodrov
- 1992: Un cœur en hiver, de Claude Sautet: Maxime
- 1992: Chien et chat, de Philippe Galland i Marc Simenon (sèrie de televisió)
- 1993: La Petite Apocalypse, de Costa-Gavras: Jacques
- 1993: Les Marmottes, d'Élie Chouraqui: Simon Klein
- 1994: Montparnasse-Pondichéry, de Yves Robert: Bertin
- 1994: Aux petits bonheurs, de Michel Deville: Pierre
- 1994: Le Colonel Chabert, d'Yves Angelo: el comte Ferraud
- 1995: Les Fleurs de Maria Papadopylou, de Dodine Herry (curtmetratge)
- 1995: Romanzo di un giovane povero d'Ettore Scola: Moscati
- 1995: Belle Époque, de Gavin Millar (telenovel·la) : Lucien Lachenay
- 1996: Notre homme, d'Élisabeth Rappeneau (telefilm)
- 1997: Quand le chat sourit, de Sabine Azéma (telefilm)
- 1997: Quadrille, de Valérie Lemercier: Philippe de Morannes
- 1997: Un air si pur..., d'Yves Angelo: doctor Boyer
- 1997: On connaît la chanson, d'Alain Resnais: Simon
- 1997-2002: Vérité oblige, de Stéphane Kappes, Jacques Malaterre i Claude-Michel Rome (sèrie de televisió) : Pierre Chevalier
- 1998: Voleur de vie, d'Yves Angelo: Jakob
- 1999: Les Enfants du marais, de Jean Becker: Amédée
- 1999: Sade en procès, de Pierre Beuchot (telefilm) (veu)

### Anys 2000
- 2000: Scènes de crimes, de Frédéric Schoendoerffer: Capità Jean-Louis Gomez
- 2000: Les Acteurs, de Bertrand Blier: ell mateix
- 2000: Aïe, de Sophie Fillières: Robert
- 2000: La Dette, de Fabrice Cazeneuve (telefilm)
- 2000: Ils ont filmé la guerre en couleur (documentaire TV) (veu)
- 2001: Un crime au Paradis, de Jean Becker: Maître Jacquard
- 2001: Le Fabuleux Destin d'Amélie Poulain, de Jean-Pierre Jeunet (veu de narrador)
- 2001: La Chambre des officiers, de François Dupeyron: el cirurgià militar
- 2001: Vidocq, de Pitof: el prefecte Lautresnares
- 2001: Tanguy, d'Étienne Chatiliez: Paul Guetz
- 2003: 18 ans après, de Coline Serreau: Jacques
- 2003: La Légende de Parva, de Jean Cubaud (veu)
- 2003: Effroyables Jardins, de Jean Becker: André Designy
- 2003: Tais-toi !, de Francis Veber: el psiquiatra de la presó
- 2004: Suzie Berton, de Bernard Stora (telefilm) : inspector Ferran
- 2004: D-Day, leur jour le plus long de Richard Dale: voix du narrateur
- 2004: Agents secrets, de Frédéric Schoendoerffer: colonel Grasset
- 2004: Llarg diumenge de festeig, de Jean-Pierre Jeunet: maître Pierre-Marie Rouvières
- 2004: 36 quai des Orfèvres, d'Olivier Marchal: Commissaire principal Robert Mancini
- 2005: Ils voulaient tuer de Gaulle, de Jean-Teddy Filippe (telefilm) (veu)
- 2005: Mon petit doigt m'a dit..., de Pascal Thomas: Bélisaire Beresford
- 2005: Lemming, de Dominik Moll: Richard Pollock
- 2006: Un ticket pour l'espace, d'Éric Lartigau: Wesburger
- 2006: Ne le dis à personne, de Guillaume Canet: Jacques Laurentis
- 2006: Cœurs, d'Alain Resnais: Thierry
- 2007: Ma place au soleil, d'Éric de Montalier: Pierre
- 2007: Le Mas des alouettes, de Paolo i Vittorio Taviani: Coronel Arkan
- 2007: La Vérité ou presque, de Sam Karmann: Vincent
- 2008: Cortex, de Nicolas Boukhrief: Charles Boyer
- 2008: Affaire de famille, de Claus Drexel: Jean Guignebont
- 2008: Leur morale… et la nôtre, de Florence Quentin: André
- 2008:  Le crime est notre affaire, de Pascal Thomas: Bélisaire Beresford
- 2008: Musée haut, musée bas, de Jean-Michel Ribes: le ministre
- 2008: Mèche Blanche, les aventures du petit castor, de Philippe Calderon (voix)
- 2009: La Légende de Despereaux, de Gary Ross (voix)
- 2009: Les males herbes, d'Alain Resnais: Georges Palet
- 2009: Micmacs à tire-larigot, de Jean-Pierre Jeunet: Nicolas Thibaut de Fenouillet
- 2009: Une affaire d'État, d'Éric Valette: Victor Bornand

### Anys 2010
- 2010: Une exécution ordinaire, de Marc Dugain: Joseph Staline
- 2010: Le Grand Restaurant, de Gérard Pullicino (telefilm) : Antoine
- 2010: Chicas, de Yasmina Reza: Fernand
- 2010: La Bonté des femmes, de Marc Dugain i Yves Angelo (telefilm) : Paul
- 2010: La Vie sauvage des animaux domestiques, de Dominique Garing: veu de narrador
- 2011: Impardonnables, d'André Téchiné: Francis
- 2011: Mon pire cauchemar, d'Anne Fontaine: François
- 2012: Associés contre le crime, de Pascal Thomas: Bélisaire Beresford
- 2013: Les Reines du ring, de Jean-Marc Rudnicki: Richard
- 2014: La Belle et la Bête, de Christophe Gans: le père
- 2014: Diplomàcia (Diplomatie), de Volker Schlöndorff: Raoul Nordling
- 2014: Aimer, boire et chanter, d'Alain Resnais: Simeon
- 2014: Des lendemains qui chantent, de Nicolas Castro: Raymond Kandel
- 2014: Brèves de comptoir, de Jean-Michel Ribes: L'homme politique
- 2015: Des Apaches, de Nassim Amaouche: Jean
- 2015: Trois souvenirs de ma jeunesse, d'Arnaud Desplechin: Claverie
- 2015: Le Petit Prince, de Mark Osborne: Voix de l'aviateur
- 2015: Belles Familles, de Jean-Paul Rappeneau: Pierre Cotteret
- 2015: Vingt et une nuits avec Pattie, d'Arnaud et Jean-Marie Larrieu: Jean
- 2015: Le Grand Jeu, de Nicolas Pariser: Joseph
- 2016: Adopte un veuf, de François Desagnat: Hubert Jacquin
- 2016: A fons, de Nicolas Benamou: Ben
- 2017: Chez nous, de Lucas Belvaux: Philippe Berthier
- 2018: Mauvaises herbes, de Kheiron: Victor
- 2019: Tanguy, le retour, d'Étienne Chatiliez: Paul Guetz
- 2019: Fourmi, de Julien Rappeneau: Claude

## Premis i nominacions

### Premis César
| Any  | Grup         | Premis                 | Pel·lícules              | Resultat  |
| ---- | ------------ | ---------------------- | ------------------------ | --------- |
| 1993 | Premis César | Millor actor secundari | Un cor a l'hivern        | Guanyador |
| 1998 | Premis César | Millor actor           | Coneixem la cançó        | Guanyador |
| 2002 | Premis César | Millor actor secundari | La Chambre des officiers | Guanyador |

| Any  | Grup         | Premis                 | Pel·lícules                  | Resultat |
| ---- | ------------ | ---------------------- | ---------------------------- | -------- |
| 1987 | Premis César | Millor actor           | Mélo                         | Nominat  |
| 2000 | Premis César | Millor actor secundari | Les Enfants du marais        | Nominat  |
| 2002 | Premis César | Millor actor           | Tanguy: què en fem, del nen? | Nominat  |
| 2005 | Premis César | Millor actor secundari | Assumptes pendents           | Nominat  |
| 2007 | Premis César | Millor actor secundari | Ne le dis à personne         | Nominat  |

### Premis Lumières
| Any  | Grup            | Premi        | Pel·lícula | Resultat |
| ---- | --------------- | ------------ | ---------- | -------- |
| 2009 | Premis Lumières | Millor actor | Cortex     | Nominat  |

### Premis Molière
| Any  | Grup           | Premi                            | Obra                             | Resultat  |
| ---- | -------------- | -------------------------------- | -------------------------------- | --------- |
| 1996 | Premis Molière | Millor actor                     | Scènes de la vie conjugales      | Nominat   |
| 2002 | Premis Molière | Millor actor                     | Monstres sacrés, sacrés monstres | Nominat   |
| 2003 | Premis Molière | Millor actor                     | Monstres sacrés, sacrés monstres | Nominat   |
| 2011 | Premis Molière | Millor actor                     | Diplomatie                       | Nominat   |
| 2015 | Premis Molière | Millor actor en un teatre públic | Novecento                        | Guanyador |